# (9856) 1991 EE
(9856) 1991 EE es un asteroide que forma parte de los asteroides Apolo, descubierto el 13 de marzo de 1991 por el equipo del Spacewatch desde el Observatorio Nacional de Kitt Peak, Arizona, Estados Unidos.

## Designación y nombre
Designado provisionalmente como 1991 EE.

## Características orbitales
1991 EE está situado a una distancia media del Sol de 2,242 ua, pudiendo alejarse hasta 3,645 ua y acercarse hasta 0,8389 ua. Su excentricidad es 0,625 y la inclinación orbital 9,826 grados. Emplea 1226,43 días en completar una órbita alrededor del Sol.
Los próximos acercamientos a la órbita terrestre se producirán el 10 de septiembre de 2028, el 13 de abril de 2045 y el 4 de junio de 2055.

## Características físicas
La magnitud absoluta de 1991 EE es 17,4.